# Igor Ansoff
Igor Ansoff (12 décembre 1918-14 juillet 2002), est un consultant en stratégie d'entreprise et professeur russo-américain.

## Biographie
Igor Ansoff a d’abord été professeur d’administration industrielle au Graduate School of Industrial Administration du Carnegie Institute of Technology.
Il a aussi été cadre supérieur chez Lockheed et à la Rand Corporation.
Président de Ansoff Associate, il a été le doyen fondateur du Graduate School of Management de l’Université Vanderbilt.

## La matrice d'Ansoff

La matrice d'Ansoff

## Publication
Son ouvrage le plus connu, Corporate Strategy publié en 1965 (édition française : Stratégie de développement de l’entreprise, 1968) a été publié en 14 langues, et révisé en 1987 sous le titre The New Corporate Strategy.